# 曾村埂遗址
曾村埂遗址，位于中国广东省河源市和平县阳明镇，为和平县的一个县级文物保护单位，类型为古遗址，公布时间为1986年9月。
曾村埂遗址的历史年代为新石器时代。